# 八人幫
八人幫（英語：Gang of Eight）是對美國國會中有權聽取行政部門機密情報簡報的議員的俗稱。八人幫的成員包括參眾兩院及參眾两院情報委員會的領袖。

## 背景
八人幫一詞廣泛地被使用於美國總統小布希執政時期美國國家安全局無證監聽的爭議中。在當時，除了八人幫以外沒有任何國會成員事前知情、且八人幫成員也被禁止向其他同僚透露此事。小布希政府當時指出，向八人幫提供的簡報已足以讓國會監督該計畫，並保持行政和立法部門間的權力制衡。
時任美國司法部部长阿爾韋托·岡薩雷斯在2007年7月24日举行的國會聽證會上作證時也多次使用八人幫這一詞彙。

## 成员
在八人幫制度下，美國行政部門向以下國會議員揭示高度敏感的情報：
- 美國眾議院情報委員會：
  - 里克·克勞福德（R-AR），主席。
  - 吉姆·希姆斯（D-CT），資深議員。
- 美國參議院情報委員會：
  - 汤姆·科顿（R-AR），主席。
  - 馬克·華納（D-VA），副主席。
- 美國眾議院領袖：
  - 邁克·約翰遜（R-LA），眾議院議長。
  - 哈基姆·傑弗里斯（D-NY），少數黨領袖。
- 美國參議院領袖：
  - 約翰·圖恩（R-SD），多數黨領袖。
  - 查克·舒默（D-NY），少數黨領袖。